# Dabney Coleman
Dabney Coleman (n. 3 ianuarie 1932, Austin, Texas, SUA – d. 16 mai 2024, Santa Monica, California, SUA) a fost un actor de film american.

## Filmografie

### Film
- 1976 Bătălia de la Midway (Midway), regia Jack Smight

| An   | Titlu                                           | Rol                           | Note                  |
| ---- | ----------------------------------------------- | ----------------------------- | --------------------- |
| 1965 | The Slender Thread                              | Charlie                       |                       |
| 1966 | This Property Is Condemned                      | Salesman                      |                       |
| 1968 | The Scalphunters                                | Jed                           |                       |
| 1969 | The Trouble with Girls                          | Harrison Wilby                |                       |
| 1969 | Downhill Racer                                  | Mayo                          |                       |
| 1970 | I Love My Wife                                  | Frank Donnelly                |                       |
| 1973 | Cinderella Liberty                              | Executive Officer             |                       |
| 1974 | Porumbelul (The Dove)                           | Charles Huntley               | regia Charles Jarrott |
| 1974 | Infernul din zgârie-nori (The Towering Inferno) | SFFD deputy chief 1           |                       |
| 1974 | Black Fist                                      | Heineken                      |                       |
| 1975 | Bite the Bullet                                 | Jack Parker                   |                       |
| 1975 | The Other Side of the Mountain                  | Dave McCoy                    |                       |
| 1976 | Midway                                          | Captain Murray Arnold         |                       |
| 1977 | Viva Knievel!                                   | Ralph Thompson                |                       |
| 1977 | Rolling Thunder                                 | Maxwell                       |                       |
| 1978 | The Other Side of the Mountain Part 2           | Dave McCoy                    | nemenționat           |
| 1978 | Incident la Muc Va (Go Tell the Spartans)       | Pilot de elicopter            | nemenționat           |
| 1979 | North Dallas Forty                              | Emmett Hunter                 |                       |
| 1980 | Nothing Personal                                | Dickerson                     |                       |
| 1980 | How to Beat the High Cost of Living             | Jack Heintzel                 |                       |
| 1980 | Melvin and Howard                               | Judge Keith Hayes             |                       |
| 1980 | 9 to 5                                          | Franklin M. Hart, Jr.         |                       |
| 1980 | Pray TV                                         | Marvin Fleece                 |                       |
| 1981 | Pe lacul auriu (On Golden Pond)                 | Dr. Bill Ray                  |                       |
| 1981 | Modern Problems                                 | Mark Winslow                  |                       |
| 1982 | Young Doctors in Love                           | Dr. Joseph Prang              |                       |
| 1982 | Tootsie                                         | Ron                           |                       |
| 1983 | WarGames                                        | Dr. John McKittrick           |                       |
| 1984 | The Muppets Take Manhattan                      | Martin Price / Murray Plotsky |                       |
| 1984 | Cloak & Dagger                                  | Jack Flack / Hal Osborne      |                       |
| 1985 | The Man with One Red Shoe                       | Burton Cooper                 |                       |
| 1987 | Dragnet                                         | Jerry Caesar                  |                       |
| 1988 | Hot to Trot                                     | Walter Sawyer                 |                       |
| 1990 | Where the Heart Is                              | Stewart McBain                |                       |
| 1990 | Short Time                                      | Burt Simpson                  |                       |
| 1990 | Meet the Applegates                             | Aunt Bea                      |                       |
| 1992 | There Goes the Neighborhood                     | Jeffrey Babitt                |                       |
| 1993 | Amos & Andrew                                   | Police Chief Cecil Tolliver   |                       |
| 1993 | The Beverly Hillbillies                         | Milburn Drysdale              |                       |
| 1994 | Clifford                                        | Gerald Ellis                  |                       |
| 1994 | Judicial Consent                                | Charles Mayron                |                       |
| 1997 | Witch Way Love                                  | Joel                          |                       |
| 1998 | Mesaj pentru tine (You've Got Mail)             | Nelson Fox                    |                       |
| 1999 | Giving It Up                                    | Jonathan Gallant              |                       |
| 1999 | Inspector Gadget                                | Police Chief Quimby           |                       |
| 1999 | Stuart Little                                   | Dr. Beechwood                 |                       |
| 1999 | Taken                                           | Ethan Grover                  |                       |
| 2001 | Recess: School's Out                            | Principal Peter Prickly       | Voce                  |
| 2002 | The Climb                                       | Mack                          |                       |
| 2002 | Moonlight Mile                                  | Mike Mulcahey                 |                       |
| 2003 | Where the Red Fern Grows                        | Grandpa                       |                       |
| 2005 | Domino                                          | Drake Bishop                  |                       |
| 2007 | Hard Four                                       | Spray Loomis                  |                       |
| 2016 | Rules Don't Apply                               | Raymond Holliday              |                       |
| 2019 | Aly & Aj: Star Maps                             |                               | Videoclip, scurt      |
| TBA  | Someday Sometime                                | Ivan Fogel                    | Pre-producție         |

### Televiziune
| An        | Titlu                                          | Rol                                                    | Note                                                     |
| --------- | ---------------------------------------------- | ------------------------------------------------------ | -------------------------------------------------------- |
| 1961      | Naked City                                     | Resident                                               | Episodul: "Landscape with Dead Figures"                  |
| 1964      | The Outer Limits                               | Dr. Williams / Lt. Howard / James Custer               | 3 episoade                                               |
| 1964      | The Alfred Hitchcock Hour                      | Tom Esterow                                            | Episodul: "Dear Uncle George"                            |
| 1964-1966 | The Fugitive                                   | Steve / Officer George Graham / Floyd / Sergeant Keith | 4 episoade                                               |
| 1965      | I Dream of Jeannie                             | Lt. George Conway                                      | 1 episode                                                |
| 1965      | The Donna Reed Show                            | Rallye Master                                          | Episodul: "A-Haunting We Will Go"                        |
| 1966-1967 | That Girl                                      | Dr. Leon Bessemer                                      | 8 episoade                                               |
| 1967      | The Invaders                                   | John Carter / Capt. Mitchell Ross                      | 2 episoade                                               |
| 1967      | Dundee and the Culhane                         | Sheriff Wrenn                                          | Episodul: "The Jubilee Raid Brief"                       |
| 1968-1969 | Bonanza                                        | Ivar Peterson / Clyde                                  | 2 episoade                                               |
| 1969      | The Mod Squad                                  | John                                                   | Episodul: "The Guru"                                     |
| 1970      | The Brotherhood of the Bell                    | Agent Shepard                                          |                                                          |
| 1973      | The President's Plane Is Missing               | Sen. Bert Haines                                       | film TV                                                  |
| 1973-1991 | Columbo                                        | Hugh Creighton / Detective Murray                      | 2 episoade                                               |
| 1974      | Bad Ronald                                     | Mr. Wood                                               | film TV                                                  |
| 1974      | Kojak                                          | Alex Linden                                            | Episodul: "Therapy in Dynamite"                          |
| 1974-1975 | McMillan & Wife                                | Walter Jennings / Hansen                               | 2 episoade                                               |
| 1975      | Attack on Terror: The FBI vs. the Ku Klux Klan | Paul Mathison                                          | film TV                                                  |
| 1975      | Barnaby Jones                                  | George Clark                                           | Episodul: "A Taste for Murder"                           |
| 1976      | The Mary Tyler Moore Show                      | Congressman Phil Whitman                               | Episodul: "The Seminar"                                  |
| 1976-1977 | Mary Hartman, Mary Hartman                     | Merle Jeeter                                           | 148 episoade                                             |
| 1977      | Fernwood Tonight                               | Merle Jeeter, Mayor of Fernwood                        | Premier episode                                          |
| 1977      | Quincy, M.E.                                   | Officer Peter O'Neil / Dr. Burt Travers                | 2 episoade                                               |
| 1978      | Apple Pie                                      | "Fast Eddie" Murtaugh                                  | 8 episoade                                               |
| 1978      | Maneaters Are Loose!                           | McCallum                                               | film TV                                                  |
| 1979      | Diff'rent Strokes                              | Fred Tanner                                            | 2 episoade "Arnold's Girlfriend (Parts 1 & 2)"           |
| 1983-1984 | Buffalo Bill                                   | Bill Bittinger                                         | 26 episoade                                              |
| 1986      | Fresno                                         | Tyler Cane                                             | 5 episoade                                               |
| 1986      | Murrow                                         | CBS President William S. Paley                         | film TV                                                  |
| 1987-1988 | The Slap Maxwell Story                         | Slap Maxwell                                           | 22 episoade                                              |
| 1991      | Never Forget                                   | William Cox                                            | film TV                                                  |
| 1991      | Columbo                                        | Hugh Creighton                                         | Episodul: "Columbo and the Murder of a Rock Star"        |
| 1991-1992 | Drexell's Class                                | Otis Drexell                                           | 18 episoade                                              |
| 1994-1995 | Madman of the People                           | Jack "Madman" Buckner                                  | 16 episoade                                              |
| 1995–1997 | The Pinocchio Shop                             | Nolan Howell                                           | Rol secundar, 78 episoade                                |
| 1997      | The Magic School Bus                           | Horace Scope                                           | Voce, Episodul: "Sees Stars"                             |
| 1997-2001 | Recess                                         | Principal Peter Prickly                                | Rol principal Voce, 127 episoade                         |
| 1997      | Jumanji                                        | Ashton Phillips                                        | Voce, episoade: "The Palace of Clues" and "An Old Story" |
| 1998      | My Date with the President's Daughter          | President Richmond                                     | Episodul: "My Date with the President's Daughter"        |
| 1998      | Exiled: A Law & Order Movie                    | Lieutenant Kevin Stolper                               | film TV                                                  |
| 2001-2004 | The Guardian                                   | Burton Fallin                                          | 67 episoade                                              |
| 2006      | Courting Alex                                  | Bill Rose                                              | 12 episoade                                              |
| 2007      | Heartland                                      | Dr. Bart Jacobs                                        | 6 episoade                                               |
| 2009      | Law & Order: Special Victims Unit              | Frank Hager                                            | Episodul: "Snatched"                                     |
| 2010-2011 | Pound Puppies                                  | Mayor Jerry                                            | Voce, 4 episoade Season 1 only                           |
| 2010-2011 | Boardwalk Empire                               | Commodore Louis Kaestner                               | 24 episoade                                              |
| 2016      | Ray Donovan                                    | Mr. Price                                              | Episodul: "Federal Boobie Inspector"                     |
| 2019      | NCIS                                           | Cpl. John Sidney                                       | Episodul: "The Last Link"                                |
| 2019      | For the People (2018 serial TV)                | Donald Newman                                          | Episodul: "One Big Happy Family, S2 E5"                  |
| 2019      | Yellowstone                                    | John Dutton                                            | Episodul: "Sins of the Father, S2 E10"                   |